# Alena Polenská
Alena Polenská (dříve Mills, rozená Polenská; * 9. června 1990 Kutná Hora) je česká hokejová útočnice a bývalá dlouholetá kapitánka české reprezentace. V letech 2013, 2015 a 2018 byla v anketě Zlatá hokejka vyhlášena nejlepší českou hokejistkou.
Je odchovankyní klubu SC Kolín. V roce 2007 odešla studovat do zámoří, kde hrála za tým Brownovy univerzity a získala bakalářský titul v oblasti mezinárodních vztahů. Od roku 2013 hrála profesionálně v ruské ženské lize, konkrétně za HC Dynamo Petrohrad, Agiděl Ufa a Šen-čen KRS Vanke Rays. Po sezóně 2022/2023 v dresu švédského klubu Brynäs IF v SDHL se vrátila na ročník 2023/2024 do Ufy. Sezónu 2024/2025 odehrála za ženský oddíl švýcarského klubu ZSC Lions.
S českou reprezentací získala bronzové medaile na Mistrovství světa v ledním hokeji žen do 18 let 2008. V seniorské kategorii vyhrála s českým týmem divizi IA Mistrovství světa v ledním hokeji žen v letech 2012 a 2015, kdy byla vyhlášena nejužitečnější hráčkou turnaje, a v elitní divizi získala bronz na mistrovstvích světa 2022 a 2023. Během zahajovacího ceremoniálu Zimních olympijských her 2022, pro českou ženskou reprezentaci první olympiády, nesla spolu s krasobruslařem Michalem Březinou českou vlajku. Celkově v reprezentaci odehrála 186 zápasů, v nichž zaznamenala 65 branek a 68 asistencí.
Věnuje se také inline hokeji, působila v klubu IHC Roller Storm Praha. Je majitelkou zlatých medailí z mistrovství světa žen v inline hokeji z let 2008 a 2010 a stříbrné z roku 2009.